# Chiesa di San Giovanni a Mare (Gaeta)
La chiesa di San Giovanni a Mare, già detta popolarmente di San Giuseppe dalla confraternita di falegnami che vi si riuniva, è un luogo di culto cattolico del centro di Gaeta, situato lungo via Bausan, in posizione prospiciente il porto,  all'interno del territorio della parrocchia che insiste sulla cattedrale dei Santi Erasmo e Marciano e di Santa Maria Assunta.

## Storia
La chiesa di San Giovanni a Mare sorse tra la fine del XI secolo e gli inizi di quello successivo in luogo di un più antico edificio di culto, probabilmente costruito nel X secolo dal duca di Gaeta Giovanni IV. Per l'edificazione della nuova chiesa, che fu oggetto di ripristino e rimaneggiamenti dopo il terremoto del 1213, vennero utilizzati elementi di recupero, probabilmente in parte provenienti da quella precedente.
Nei secoli XIV e XV, le pareti vennero decorate con affreschi; in epoca barocca, furono costruiti diversi altari laterali in scagliola e, nel XVIII secolo, un nuovo altare maggiore. Contestualmente, la facciata acquisì la sua conformazione attuale e l'interno venne arricchito con elementi decorativi in stucco. Nel 1628, presso l'omonimo altare, venne formalmente fondata la confraternita di San Giuseppe, alla quale appartenevano i falegnami, già documentata prima del 1626.
Nel 1928, l'edificio fu interessato da un radicale intervento di restauro promosso da Pietro Fedele, Ministro della pubblica istruzione sotto la direzione di Gino Chierici, soprintendente dell'Arte medievale e moderna della Campania, volto a riportare la chiesa ad una forma il più possibile prossima a quella originaria, attraverso l'eliminazione dell'intero apparato decorativo barocco interno. Nuovi restauri vennero intrapresi durante gli anni 1970 e tra il 1998 e il 2000. La chiesa, chiusa nel 2005, tra il 2014 e il 2015 è stata oggetto di un radicale ripristino interno ed esterno. Al termine dei lavori, è stata riaperta al culto e consacrata dall'arcivescovo di Gaeta Fabio Bernardo D'Onorio il 24 ottobre 2015.

## Descrizione

### Esterno

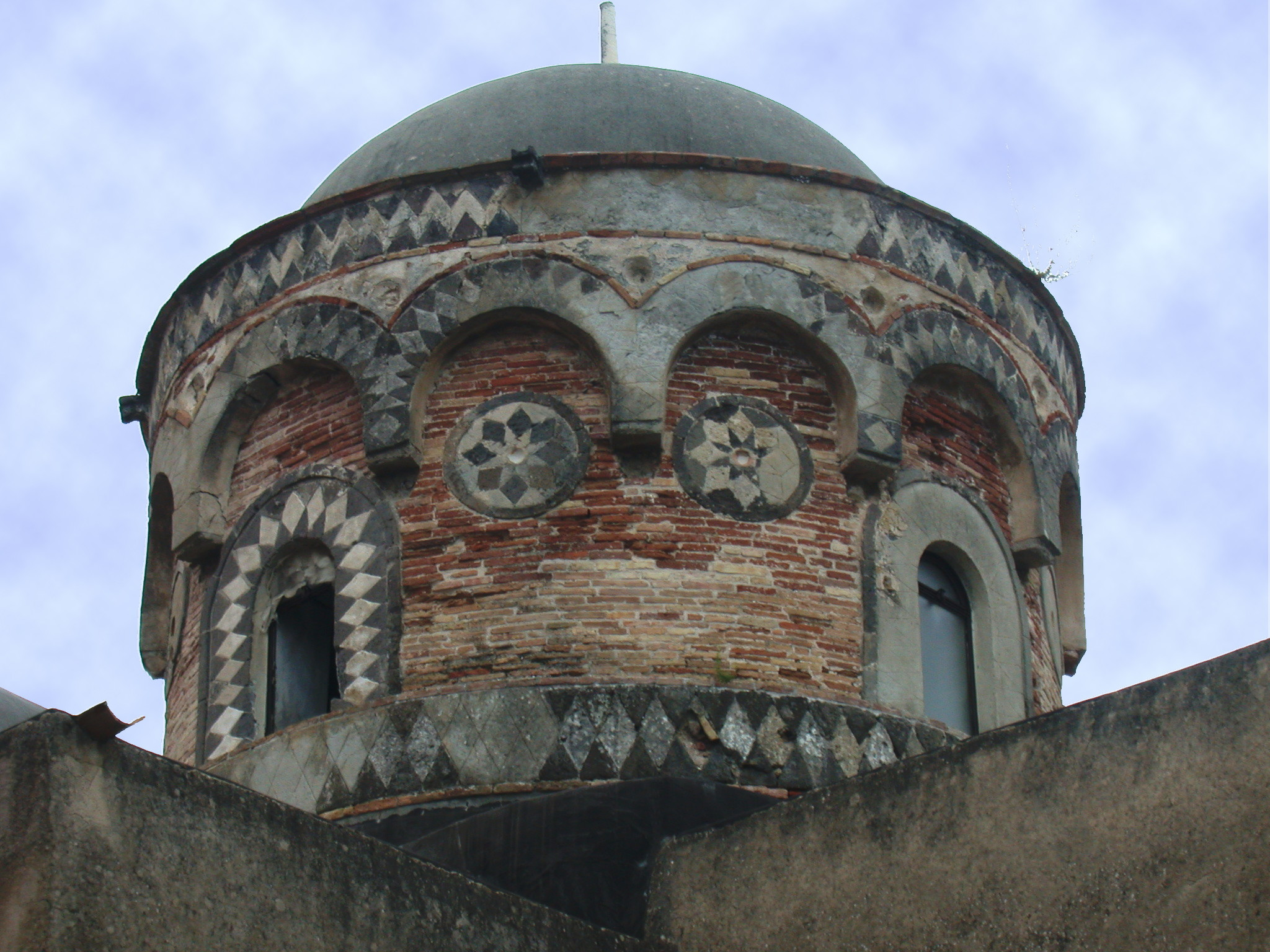
La cupola

L'esterno della chiesa, che solo sul lato destro è addossata ad altre costruzioni, consente di leggere chiaramente la struttura dell'intero edificio; non presenta molte alterazioni rispetto allo stato originario, ad eccezione della facciata, pesantemente rimaneggiata durante il XVIII secolo. Quest'ultima è a capanna, con sommità a doppio spiovente terminante, ai lati, con due volute appena accennate. Culmina in alto con un campanile a vela a tre fornici ogivali decorati con cornicioni in mattoni, che ospita due campane corrispondenti rispettivamente alle note Re4 e Sol4. Al centro, si apre l'unico portale, sormontato da un protiro pensile e da una lunetta che presenta un affresco deteriorato raffigurante probabilmente San Giovanni evangelista.
All'incrocio tra la navata mediana e il transetto, si eleva la caratteristica cupola, datata tra la fine del XI e gli inizi del XII secolo; essa presenta un alto tamburo decorato con elementi di gusto bizantino costituiti da intarsi marmorei bicromi di fattura geometrica. La calotta, in origine, era probabilmente rivestita all'esterno con riggiole policrome secondo l'usanza locale.

### Interno

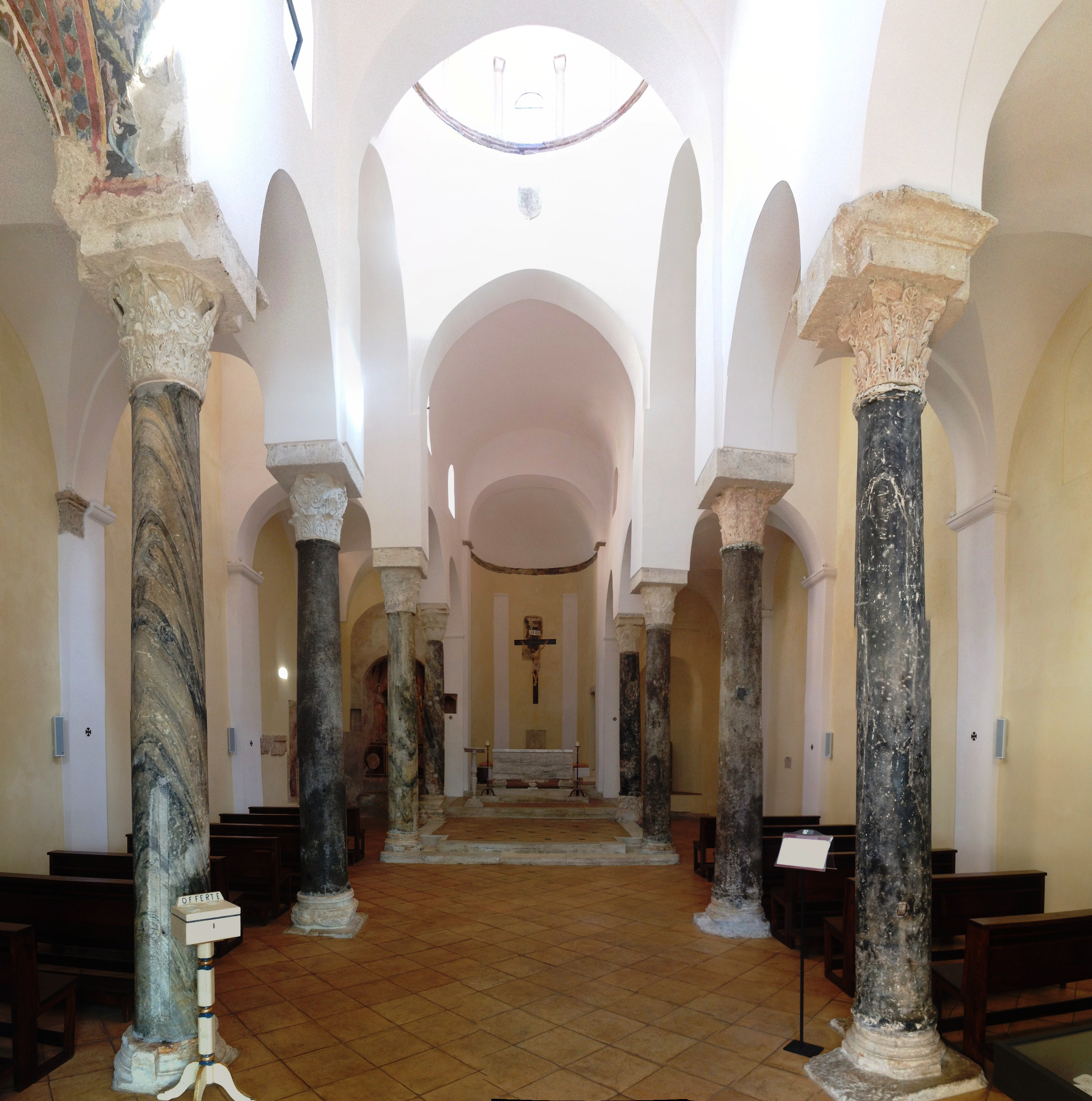
L'interno dopo i restauri del 2015

All'interno la chiesa si presenta con una pianta a tre navate di quattro campate ciascuna, intervallate tra la seconda e la terza dal transetto non sporgente; le volte sono a crociera e il tamburo della cupola presenta internamente un finto loggiato ad archi a tutto sesto poggianti su colonnine. In fondo ad ogni navata, che sono separate da otto colonne di spoglio di differenti stili e dimensioni, è posta un'abside semicircolare; quella maggiore è interamente occupata dal presbiterio, rialzato di alcuni gradini rispetto al resto dell'edificio, al centro del quale trova luogo l'altare, il cui paliotto è costituito dalla parte anteriore di un sarcofago databile fra il II ed il III secolo raffigurante una croce decorata con elementi geometrici e rosette, posta tra due ippogrifi con in mano dei candelabri accesi. Il pavimento, della cui conformazione originaria medioevale persiste una minima parte nei pressi del presbiterio, è in pendenza verso l'ingresso, con il doppio scopo di accentuare la visione prospettica e di permettere il deflusso delle acque del mare durante le inondazioni.
Dell'apparato decorativo ad affresco dei secoli XIII-XIV, alcuni elementi sono stati trasferiti nel museo diocesano di Gaeta (come la Visitazione, la Madonna col Bambino e San Lorenzo e Sant'Agata), altri sono ancora presenti nella chiesa. Fra questi, la Madonna col Bambino fra i Santi Giovanni Evangelista, Gabriele Arcangelo, Michele Arcangelo e ignoto, che decora l'intera superficie interna dell'absidiola sinistra. Nella navata di sinistra, permangono nella prima campata, sulla parete laterale l'Incoronazione della Vergine e una minima parte della sottostante Crocifissione, nonché della decorazione della volta; nella quarta campata, vi è una probabile Deesis, della quale permangono una figura assisa in trono ed un'altra sottostante in atteggiamento orante. Nella quarta campata della navata di destra vi è il frammento raffigurante un santo con un libro in mano, probabilmente l'arcangelo Gabriele di una più ampia Annunciazione.
Nella chiesa non è più presente l'organo a canne di scuola napoletana della fine del XIX secolo, originariamente collocato a pavimento nell'abside, alle spalle dell'altare maggiore, ed alienato nel corso dei restauri degli anni 1970.

## Galleria d'immagini

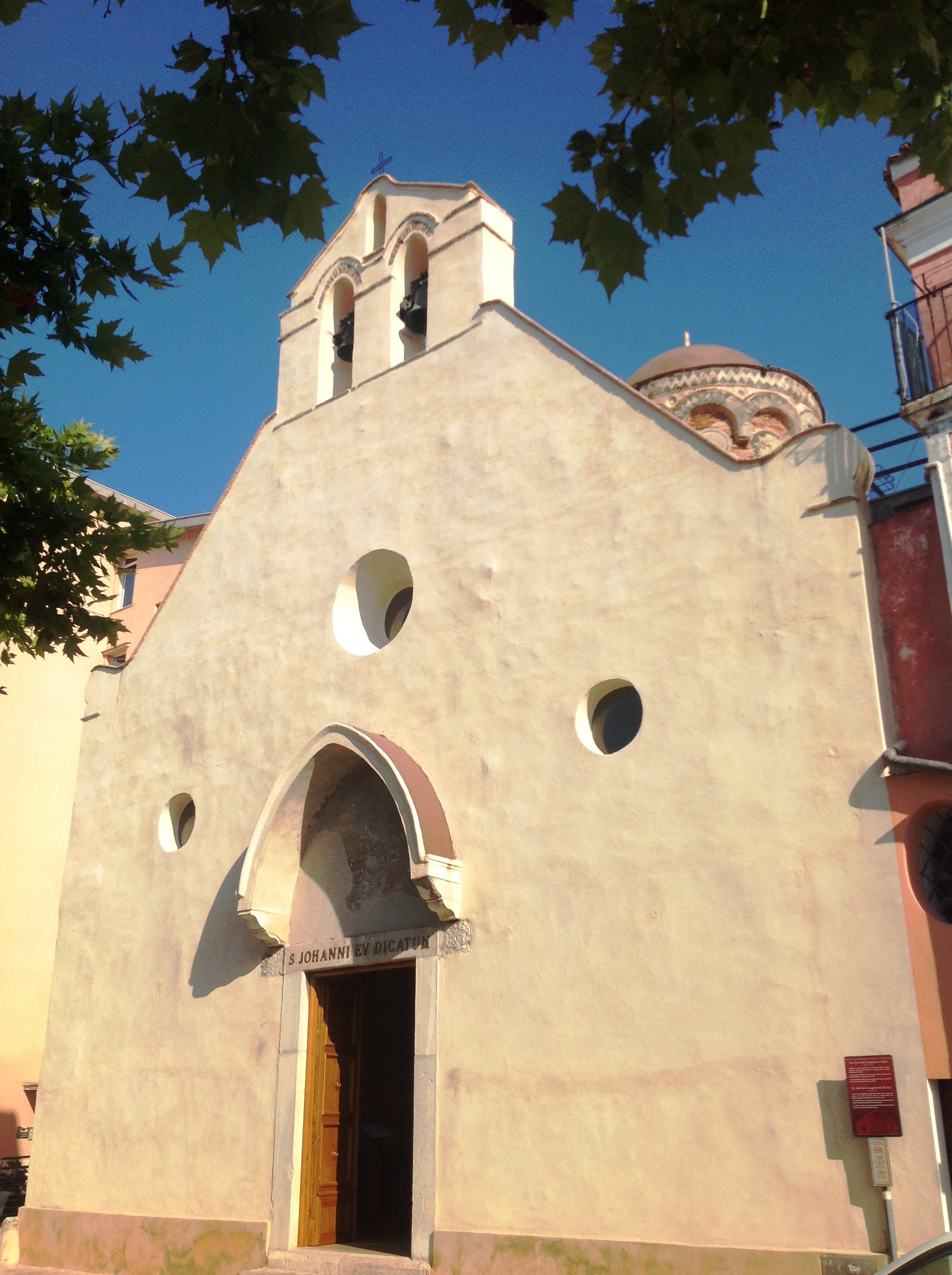
Facciata
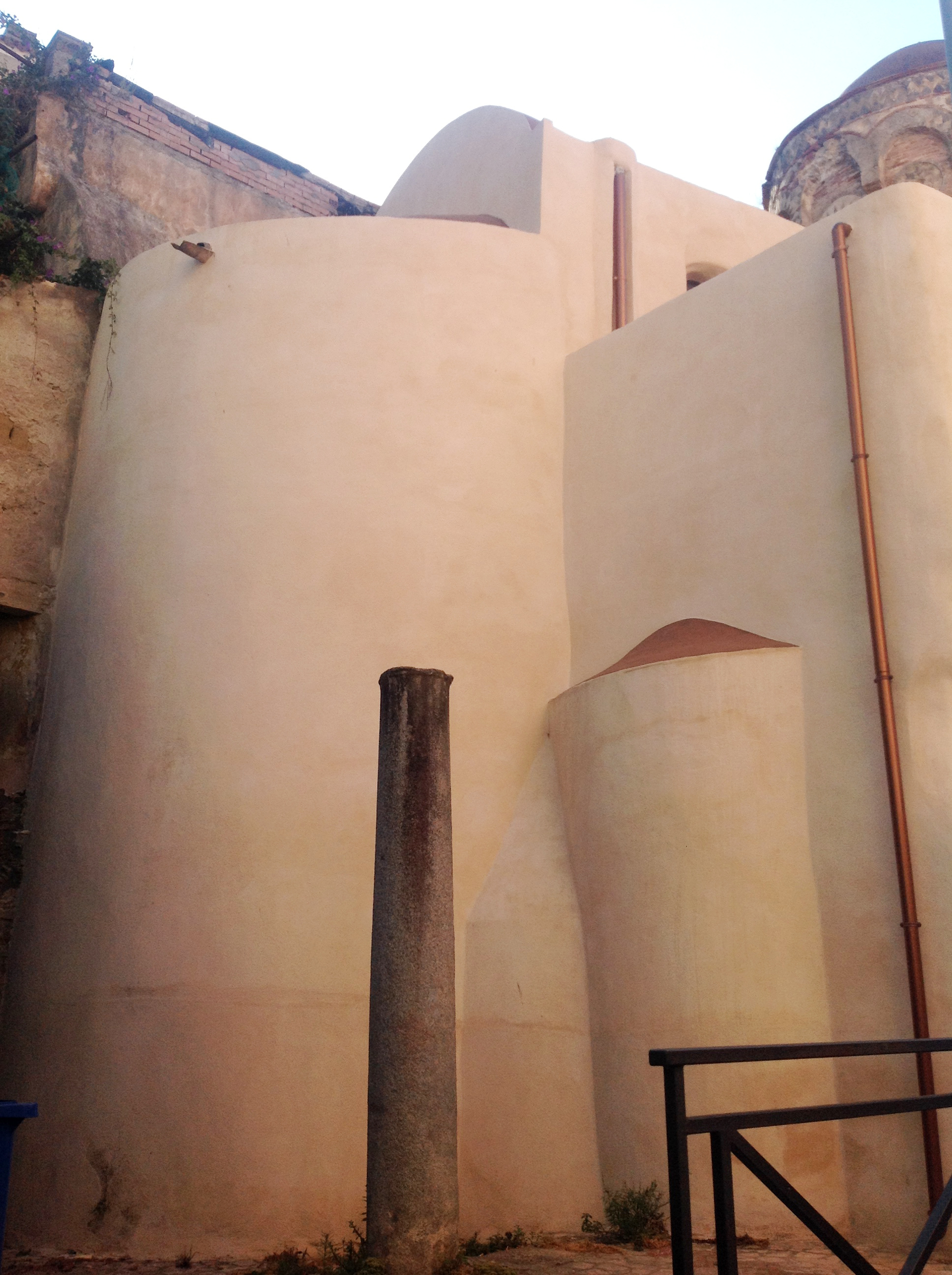
Esterno delle absidi
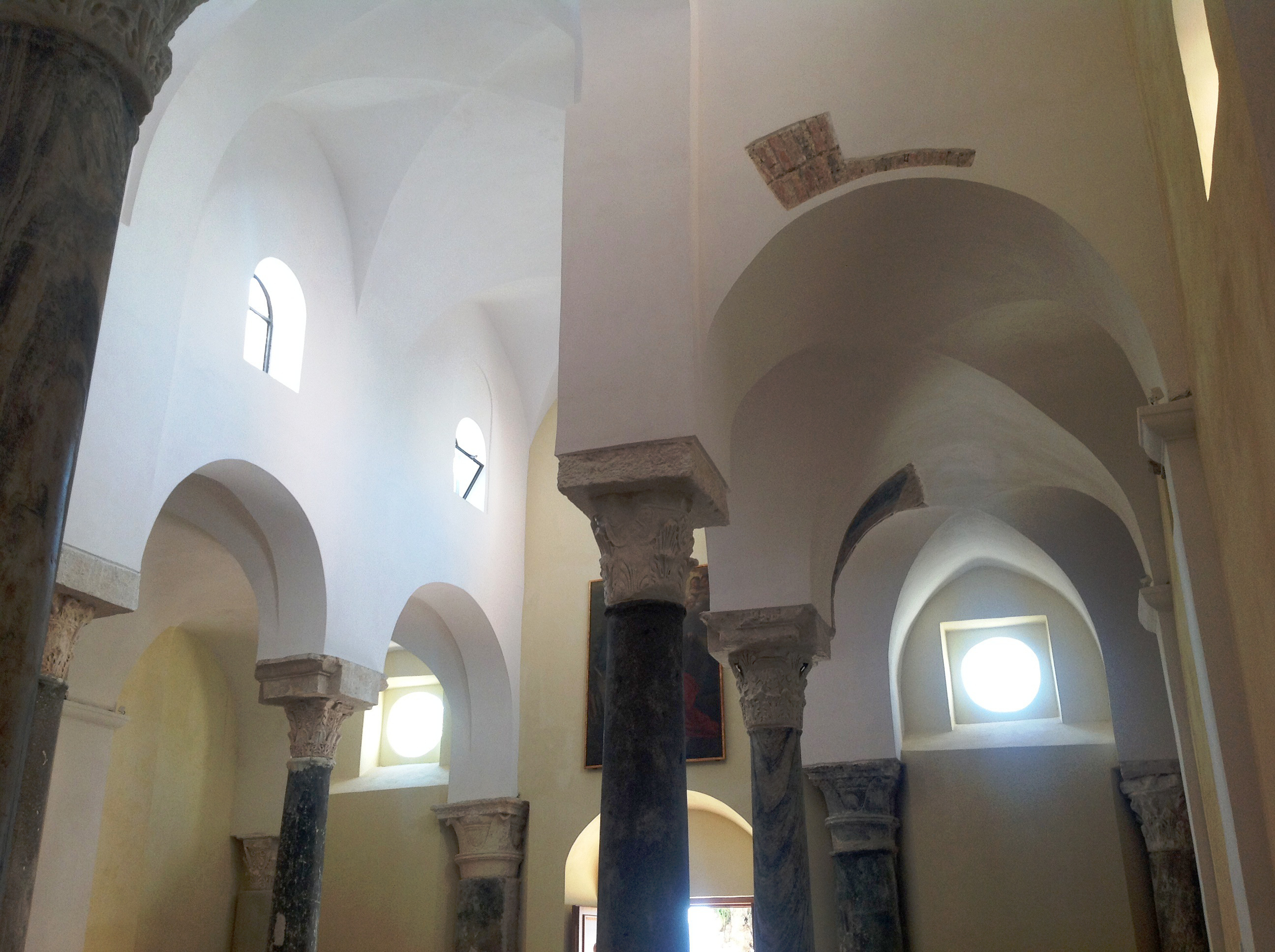
Interno verso la controfacciata
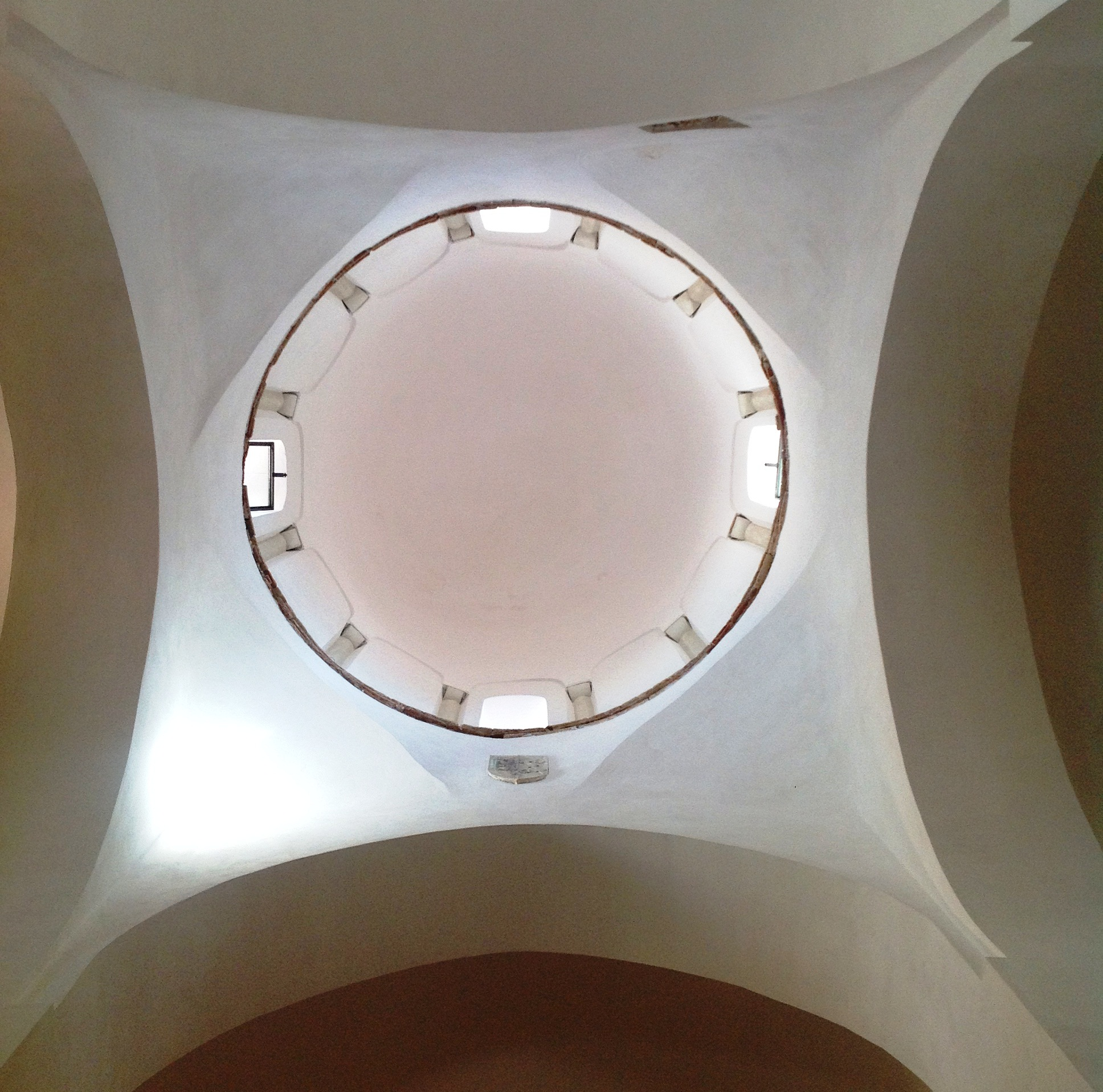
Interno della cupola
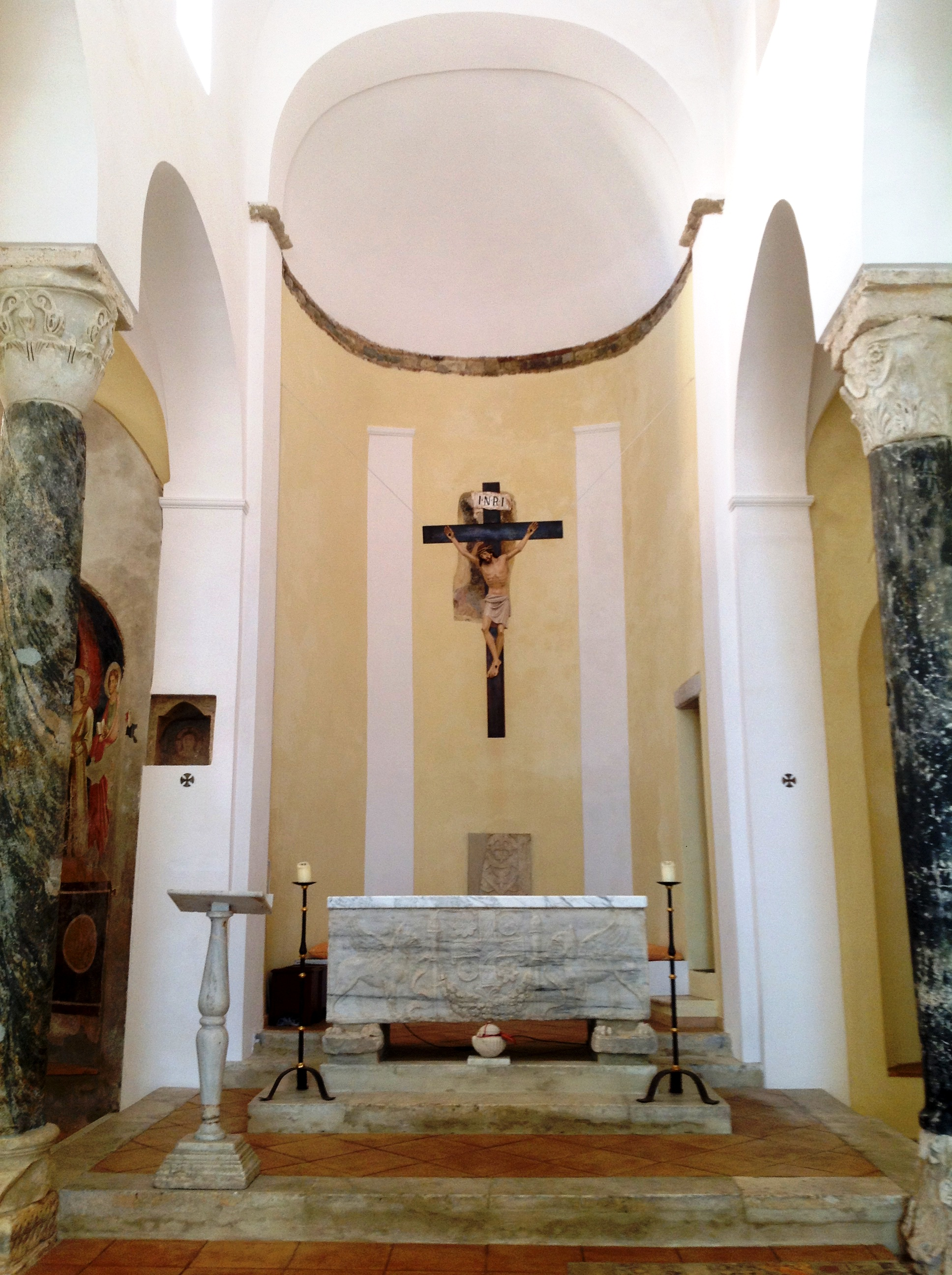
Abside e presbiterio
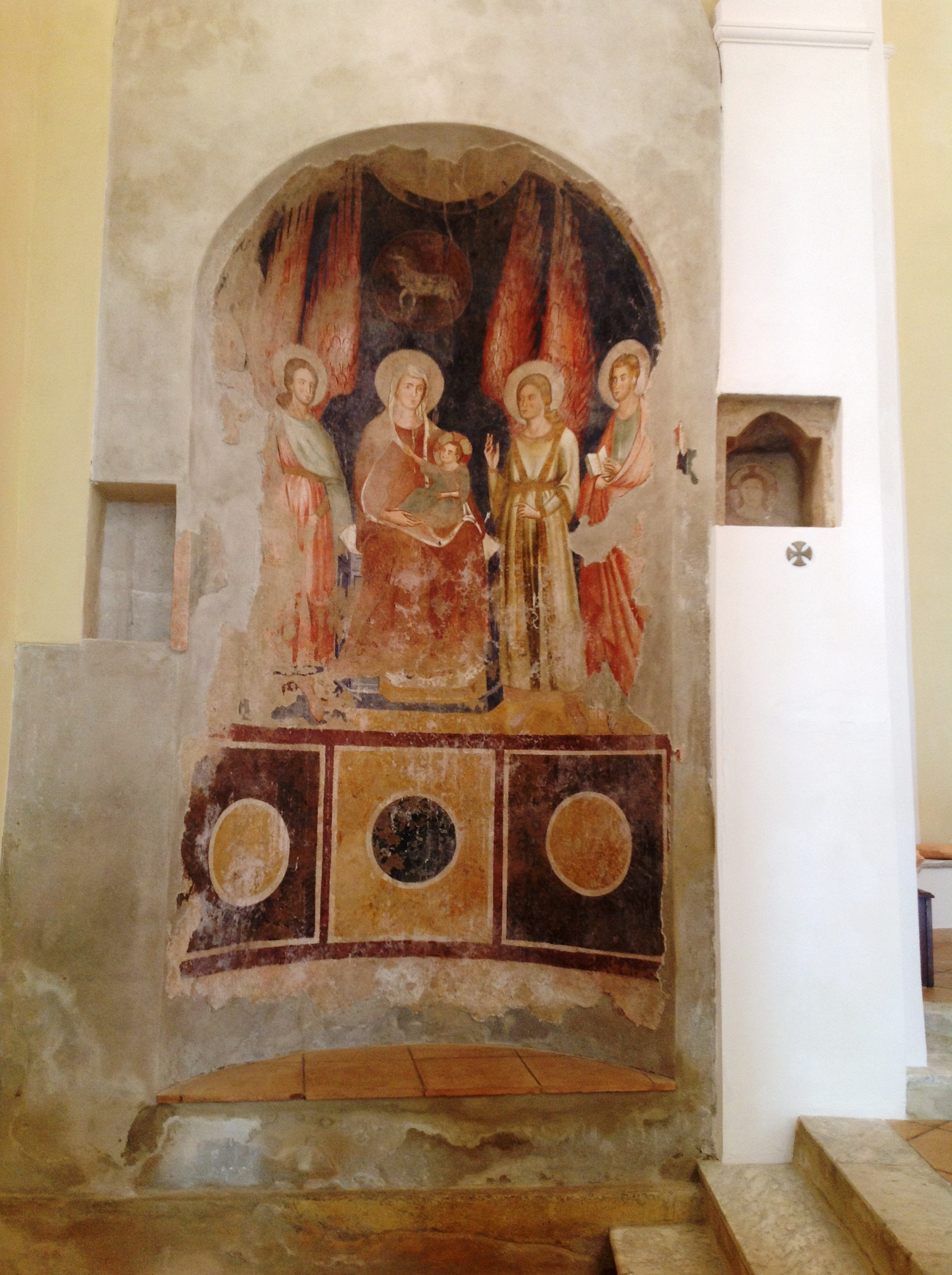
Affreschi nell'absidiola di sinistra
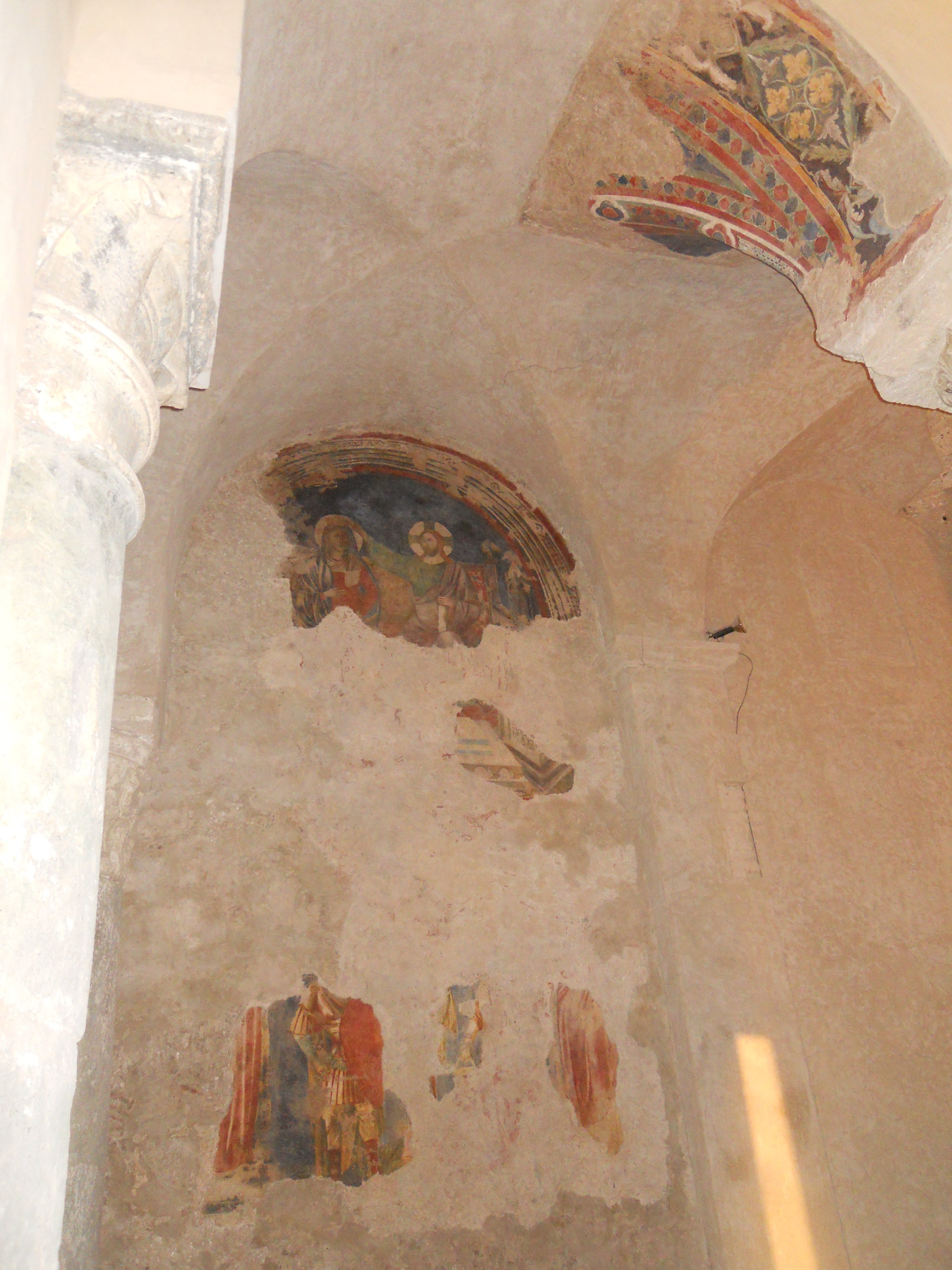
Affreschi nella prima campata della navata di sinistra